# متال گیر سالید تاچ
متال گیر سالید تاچ (به انگلیسی: ٰMetal Gear Solid Touch) یک بازی ویدئویی تیراندازی سوم شخص که توسط کوجیما پروداکشنز ساخته شده و بوسیلهٔ کونامی در ۱۸ مارس ۲۰۰۹ برای سیستم عامل آی‌اواس از طریق اپ استور عرضه شده‌است. متال گیر سالید تاچ که در ۱۶ دسامبر ۲۰۰۸ معرفی شده بود، بر پایه متال گیر سالید ۴: سلاح‌های میهن‌پرستان ساخته شده‌است.